# Campionati europei di bob 1981
I Campionati europei di bob 1981, quindicesima edizione della manifestazione organizzata dalla Federazione Internazionale di Bob e Skeleton, si sono disputati dal 5 all'11 gennaio 1981 a Igls, in Austria, sulla Kunsteisbahn Bob-Rodel Igls, il tracciato sul quale si svolsero le competizioni del bob e dello slittino ai Giochi di Innsbruck 1976 e la rassegna continentale del 1978. Nella località tirolese si erano tuttavia già tenute le gare di slittino e di bob ai Giochi di Innsbruck 1964 e le manifestazioni europee del 1967 (in entrambe le specialità maschili) e del 1971 (solo nel bob a quattro) ma sul vecchio tracciato non più utilizzato dal 1973, allorché venne costruita la pista odierna. Igls ha quindi ospitato le competizioni continentali per la terza volta nel bob a due uomini e per la quarta nel bob a quattro.

## Risultati

### Bob a due uomini
La gara si è svolta il 5 e il 6 gennaio 1981 nell'arco di quattro manches ed hanno preso parte alla competizione 29 compagini in rappresentanza di 11 differenti nazioni.
| Pos. | Atleti                                     | Nazione          | Tempo   | Distacco |
| ---- | ------------------------------------------ | ---------------- | ------- | -------- |
|      | Hans Hiltebrand Walter Rahm                | Svizzera-1       | 3:44.75 |          |
|      | Bernhard Germeshausen Hans-Jürgen Gerhardt | Germania Est-1   | 3:45.42 | +0.67    |
|      | Wolfgang Eidenschink Andreas Geiger        | Germania Ovest-1 | 3:45.49 | +0.74    |
| 4    | Horst Schönau Andreas Kirchner             | Germania Est-2   | 3:45.73 | +0.98    |
| 5    | Bernhard Lehmann Eberhard Weise            | Germania Est-3   | 3:46.04 | +1.29    |
| 6    | Fritz Sperling Franz Köfel                 | Austria-2        | 3:46.06 | +1.31    |
| 7    | Ralph Pichler Klaus                        | Svizzera-2       | 3:46.11 | +1.36    |
| 8    | Franz Paulweber Gerhard Zaunschirm         | Austria-1        | 3:46.16 | +1.41    |
| ...  | ...                                        | ...              | ...     | ...      |
| 10   | Jakob Resch Alex Wernsdorfer               | Germania Ovest-3 | 3:47.32 | +2.57    |

### Bob a quattro
La gara si è svolta il 10 e l'11 gennaio 1981 nell'arco di quattro manches ed hanno preso parte alla competizione 19 compagini in rappresentanza di 8 differenti nazioni.
| Pos. | Atleti                                                                    | Nazione          | Tempo   | Distacco |
| ---- | ------------------------------------------------------------------------- | ---------------- | ------- | -------- |
|      | Bernhard Germeshausen Matthias Trübner Henry Gerlach Hans-Jürgen Gerhardt | Germania Est-1   | 3:34.10 |          |
|      | Horst Schönau Detlef Richter Dietmar Jerke Andreas Kirchner               | Germania Est-2   | 3:34.69 | +0.59    |
|      | Bernhard Lehmann Bogdan Musiol Roland Wetzig Eberhard Weise               | Germania Est-3   | 3:34.90 | +0.80    |
| 4    | Fritz Sperling Franz Köfel Andreas Schwab Günther Liegl                   | Austria-2        | 3:34.98 | +0.88    |
| 5    | Erich Schärer Max Rüegg Tony Rüegg Joseph Benz                            | Svizzera-1       | 3:35.32 | +1.22    |
| 6    | Franz-Josef Hoffmann Schaumeier Sohns Udo Gelhausen                       | Germania Ovest-1 | 3:35.76 | +1.66    |
| ...  | ...                                                                       | ...              | ...     | ...      |
| 8    | Wolfgang Eidenschink nd                                                   | Germania Ovest-3 | 3:36.48 | +3.28    |
| ...  | ...                                                                       | ...              | ...     | ...      |

## Medagliere
| Pos.   | Paese          | Oro | Argento | Bronzo | Totale |
| ------ | -------------- | --- | ------- | ------ | ------ |
| 1      | Germania Est   | 1   | 2       | 1      | 4      |
| 2      | Svizzera       | 1   | 0       | 0      | 1      |
| 3      | Germania Ovest | 0   | 0       | 1      | 1      |
| Totale | Totale         | 2   | 2       | 2      | 6      |